# National Nuclear Data Center
Das National Nuclear Data Center (NNDC) ist eine Organisation mit Sitz im Brookhaven National Laboratory (BNL), die als Repositorium für Daten aus dem Bereich der Kernphysik und Kernchemie dient. Dazu zählen Daten zur Kernstruktur (viz. Atomkern), zu Radioaktivität und zu Kernreaktionen, sowie historische Informationen zu früheren Experimenten und zur Literatur. Das National Nuclear Data Center sammelt kernphysikalische Daten für die nukleare Grundlagenforschung und angewandte Kerntechnik, wertet diese aus und verbreitet sie. Leiter des Zentrums ist David Brown.

## Geschichte
Der Vorläufer des NNDC wurde 1951 gegründet, als am Brookhaven National Laboratory die Brookhaven Neutron Cross Section Compilation Group entstand. 1955 veröffentlichte diese Gruppe das Nachschlagewerk BNL-325 über die Wirkungsquerschnitte von Neutronen. Nach der Umbenennung in Sigma Center zog die Gruppe 1960 in die Abteilung für Reaktorphysik innerhalb des Bereichs für Nukleartechnik im Brookhaven National Laboratory um. In etwa zur gleichen Zeit wurde in der gleichen Abteilung die Cross Section Evaluation Group gegründet. Beide Gruppen arbeiteten eng zusammen und bestanden teilweise aus den gleichen Personen. 1964 starb Charles Porter, der die Cross Section Evaluation Group leitete, und John Stehn, Leiter des Sigma Center, übernahm die Leitung der Gruppe.
Im Jahr 1967 schlossen sich die beiden Gruppen als National Neutron Cross Section Center (NNCSC) zusammen, dessen Direktor Sol Pearlstein wurde. 1977 erhielt das Zentrum vom Energieministerium der Vereinigten Staaten zusätzlich die Verantwortung für Daten zur Kernstruktur und Zerfallsdaten, woraufhin der Name in National Nuclear Data Center geändert wurde. Von 1992 bis 2002 leitete Charles Dunford das Zentrum. Lediglich von 1993 bis 1995 leitete Mulki Bhat übergangsweise das NNDC. Weitere Leiter des Zentrums waren Pavel Oblozinskiy, Michal Herman und Alejandro Sonzogni. Derzeitiger Leiter ist David Brown.

## Aktivitäten
Das NNDC speichert Daten zur Kernphysik und Kernchemie, wertet diese aus und verbreitet sie. Diese Daten werden für grundlegende Nuklearforschung und angewandte Nukleartechnologien in den Bereichen Energie, Abschirmung, Medizin und innere Sicherheit genutzt. Im Jahr 2004 startete das NNDC ein Modernisierungsprogramm, was die Digitalisierung von Daten und die Bereitstellung neuer Online-Dienste beinhaltet. Im Rahmen des Programms hat das Zentrum eine Umstellung auf Linux-basierte Datenspeicherung und Computersysteme vorgenommen und zusätzlich die Nutzung von Java-Software und Software des Unternehmens Sybase für relationale Datenbanken eingeführt.